# ۲۹ تیر
۲۹ تیر صد و بیست و دومین روز سال در گاه‌شماری خورشیدی است. به پایان سال ۲۴۳ روز (۲۴۴ روز در سال کبیسه) باقی‌است.

## رویدادها
- ۱۲۷۲ - واگذاری شیلات شمال ایران به استفان لیانازوف، سرمایه دار روسی
- ۱۲۸۹ - سپهدار تنکابنی به علت اختلاف با بختیاری‌ها از رئیس الوزرائی استعفا داد.
- ۱۲۹۴ - محتشم‌السلطنه وزیر امور خارجه در سفارت روسیه حضور یافت و از واقعه اصفهان و قتل ویس قنسول اظهار تأسف نمود.
- ۱۳۰۸ - سید حسن تقی‌زاده، والی خراسان به وزیر مختاری دربار لندن تعیین گردید.
- ۱۳۲۵ - لوئی سایان دبیر مسئول سندیکای کارگری جهان وارد تهران شد.
- ۱۳۳۳ - سیل عظیمی در میگون و فشم و فیروزه کوه و کرج جاری شد که تلفات و خسارات زیادی وارد آورد.
- ۱۳۵۳ - آغاز همایش اقتصادی ۱۳۵۳ گاجره
- ۱۳۶۲ - جنگ ایران و عراق: آغاز عملیات والفجر ۲
- ۱۳۶۶ - جنگ ایران و عراق: تصویب قطعنامه ۵۹۸ شورای امنیت، برای پایان‌دادن به جنگ
- ۱۳۹۶ - ربوده شدن بنیتا

## زادروزها
- ۱۲۹۲ - حسن طوفانیان، نظامی
- ۱۳۰۶ - غلامرضا حسنی، روحانی و امام‌جمعه ارومیه
- ۱۳۱۸ - نعمت‌الله آغاسی، خواننده
- ۱۳۲۵ - علی جباری، بازیکن فوتبال
- ۱۳۶۲ - گلاره عباسی، بازیگر
- ۱۳۶۷ - شهرام محمودی، بازیکن والیبال

## درگذشت‌ها
- ۱۳۵۳ - علی اکبر گلشن، روزنامه‌نگار، شاعر و نویسنده
- ۱۳۵۹ - جلال‌الدین همایی، ادیب
- ۱۴۰۲ - ایرج تقی‌پور، تهیه‌کننده